# 天與地 (美國電影)
《天與地》（英語：Heaven & Earth，又譯《天地》）是一部1993年的美國電影，奧利佛·史東導演，湯米·李·瓊斯、陈冲、吳漢潤及姚志麗主演。劇情改編自越裔美籍女子馮黎莉的傳記《When Heaven and Earth Changed Places》及《Child of War, Woman of Peace》，以越南戰爭（越戰）為背景。

## 劇情
馮黎莉（姚志麗飾）是越南岐羅村的少女，長相清秀可愛，馮家務農為業，篤信佛教，平日禮佛、敬天、祭祖，一家皆是虔誠、老實的莊稼人，其實整個岐羅村的人都是這樣的農民。
越南戰爭開始後岐羅村成為南越與北越兩軍爭奪的對象，1963年北越越南共產黨（越共）黨人來到村中，進行政治作戰，村民遭到思想改造，多半同情共產黨。而後南越軍與美軍進入村中，構築防禦工事，卻發現村民們與共產黨勾結，於是拘捕了當時仍是個小女孩的黎莉，嚴刑拷打，逼黎莉供出共產黨的下落。黎莉幾乎喪命，最後黎莉母親（陳沖飾）變賣珠寶，向南越軍官賄賂，黎莉才被釋放，但已經奄奄一息。
黎莉被釋放後，越共認為黎莉一定是透過出賣黨員，才能逃出南越軍營，於是將她擄走。當中的幹部本想槍殺黎莉，而後被黎莉美貌吸引，竟然性侵她，奪走了黎莉的初夜，或者是因為獸慾已得滿足，越共幹部最後竟然放她一條生路。
黎莉僥倖逃過一死，深覺此地不可久留，於是母親帶著她離鄉遠居，她們走到西貢，在一戶地主家庭當女傭，由於男主人亦被楚楚可憐的黎莉美貌吸引，於是與黎莉談戀愛，將她納為情婦，不久珠胎暗結，墮胎未果，黎莉跪在地主家中祖先神位前喃喃祈禱，隨即東窗事發，善妒的女主人答應匯錢照料黎莉的生活後，將黎莉與其母親攆出家門，但並未依約供應生活費，黎莉窮途潦倒。
黎莉獨自到了峴港投靠姊姊阿金，阿金正在風塵業打滾，服侍美軍。黎莉則向美軍兜售菸、酒、零食與民生物資度日，直到黎莉、阿金的老父（吳漢潤飾）來訪，阿金的恩客卻毆打這位老者，眼見父親遭到粗暴的美軍無禮對待，黎莉憤而向阿金抗議，阿金大怒，不顧姊妹之情，亦把黎莉攆出家門，黎莉亦只好委身風塵。父親死時，黎莉出資辦了一場隆重的葬禮。
一年後，黎莉與斯文有禮的美國海軍陸戰隊中士史提夫（湯米李瓊斯飾）邂逅，兩人相戀結婚，史提夫與黎莉帶著孩子返回美國，卻遭到史提夫親友的鄙夷，史提夫又因前妻贍養費致經濟拮据，黎莉認為自己應該謀求經濟獨立，於是私自到電子工廠當作業員，又籌措資金開了餐廳，日子逐漸平順。
正當此時，史提夫卻逐漸露出本來面目，原來史提夫曾擔任美軍「黑箱小組」成員，在越南奉命暗殺平民或官員，以嫁禍給越共，醜化越共形象，當年殺戮使其滿懷罪惡感，如今又因黎莉反對及政府阻撓，導致失業，而越戰經驗創傷亦令史提夫變得暴戾、酗酒，甚至一度持槍恐嚇黎莉，黎莉本欲與其離婚，誰知史提夫卻綁架孩子，要脅黎莉。在雙方剖白後，黎莉感動，同意復合時，再也無法忍受痛苦的史提夫選擇飲彈自盡。
越戰結束後十三年，黎莉靠著慘澹經營已然致富，但過去的陰霾仍在心中，事業有成的她以美國公民之姿，返回越南探親，母親、兄長、親友，對她的感覺卻是難以言喻....

## 演員
- 湯米·李·瓊斯 飾 Steve Butler
- 陈冲 飾 Mama
- 吳漢潤 飾 Papa
- 姚志丽 飾 Le Ly
- Thuan K. Nguyen 飾 Uncle Luc
- 阮春智 飾 Sau
- Vinh Dang 飾 Bon
- Mai Le Ho 飾 Hai
- Dale Dye 飾 Larry
- 德琵·雷諾 飾 Eugenia
- 康查塔·费雷尔 飾 Bernice

## 參註
1. ↑  . British Board of Film Classification. January 20, 1994  [December 9, 2016]. （原始内容存档于2016-12-20）.
2. ↑  . Box Office Mojo.   [December 22, 2010]. （原始内容存档于2010-10-13）.

## 外部鏈結
- 互联网电影数据库（IMDb）上《天與地》的资料（英文）
- Box Office Mojo上《天與地》的資料（英文）
- 豆瓣电影上《天與地》的資料 （简体中文）
- 爛番茄上《天與地》的資料（英文）